# Славољуб Врањешевић
Славољуб Врањешевић (Кравица, 10. јануар 1905 — ?, 1966) је био мајор Југословенске краљевске војске и командант западне Босне ЈВуО у Другом свјетском рату. После Априлског рата 1941. године ступио у квислиншку
жандармерију у Србији, а затим прешао у Босну и као припадник организације Драгољуба Михаиловића радио на ширењу ове
организације у Босни. Извесно време је био Михаиловићев делегат за централну Босну и начелник штаба четничких одреда западне Босне. Лично се састајао и водио преговоре са Нијемцима о сарадњи и борби против партизана. Послије Другог свјетског рата суђено му је на Београдском процесу и проглашен је кривим за колаборацију са Нијемцима и осуђен на временску казну.

## Биографија
Славољуб Врањешевић је рођен 10. јануара 1905. године у селу Кравици код Братунца, од оца Душана и мајке Данице, рођене Којић. Прије Другог свјетског рата био је жандармеријски мајор.

## Други свјетски рат
У Априлском рату Врањешевић је био командант батаљона код Вировитице. Послије избијања устанка у Србији у Другом свјетском рату од октобра 1941. до фебруара 1942. био је у команди Недићеве жандармерије у Београду када се ставио на располагање Дражи Михаиловићу. Михаиловић је Врањешевића поставио за начелника штаба Јездимира Дангића, а потом Стевана Ботића у источној Босни.
У пролеће 1942. године Михаиловић је ставио под своју команду преко свога официра капетана Драгослава Рачића (који се налазио на Мајевици код четничког војводе попа Сава Божића) све четничке одреде у западној Босни који су били обједињени под командом Радослава Радића. Ти четнички одреди су још у прољеће 1942. склопили писмене споразуме са домобранима и Нијемцима о заједничкој борби против партизана и заједно су са Нијемцима и домобранима учествовали у операцијама против партизанских снага примајући од Нијемаца и домобрана оружје и муницију. О свему томе Михаиловић је био обавештен преко капетана Рачића, па је јула/августа 1942. упутио у штаб Рада Радића Врањешевића и поставио га начелника штаба западнобосанских четника. Михаиловић је од тада је редовно куририма и радио везом од Врањешевића добијао извештаје и Врањешевићу слао наређења за операције против партизана, знајући да Врањешевић и Раде Радић и сви њима потчињени команданти (Урош Дреновић, Лазар Тешановић, Јован Мишић и други) отворено сарађују са Нијемцима и домобранима у Бањој Луци у свим операцијама против партизана.
За вријеме операције Вајс I, борио се против партизанских снага спречавајући им прелаз преко ријеке Врбас, а за вријеме операција Шварц командовао је четничким одредима који су заједно са Нијемцима борили против партизана на сектору Диван — Курјачје Брдо — Скакавица — Равна гора.

## Командант западне Босне
Августа 1943, на предлог Михаиловићевог делегата Боре Митрановића постављен је за команданта босанских четника а крајем септембра 1943. за команданта западне Босне и на тој дужности остао све док није заробљен.
У току операција Коњићев скок маја 1944. против партизана у Дрвару, четници под командом Славољуба Врањешевића и Рада Радића, ставили су се на расположење Нијемцима и као добри познаваоци терена били су путовође њемачких јединица у операцијама, а поред тога вршили су нападе и уништавали одсечене групице партизана које су у току борби са Нијемцима губиле везе са својом главнином. Мајор Врањешевић је о свему томе радиограмима извештавао Михаиловића и на те извештаје Михаиловић је одговарао да је главни циљ уништити комунисте, а да према окупатору треба тактизирати и користити га за добијање оружја и муниције.

## Суђење
Мајора Врањешевића су ухватили партизани и послије рата му је суђено на Београдском процесу. Проглашен је кривим и осуђен је на казну лишења слободе с принудним радом у трајању од 20 година, губитак политичких и појединих грађанских права са изузетком родитељских права у трајању од 10 година и на конфискацију целокупне имовине.